# Fediguth
Fediguth – gaun wikas samiti we wschodniej części Nepalu w strefie Sagarmatha w dystrykcie Okhaldhunga. Według nepalskiego spisu powszechnego z 2001 roku liczył on 717 gospodarstw domowych i 3927 mieszkańców (2017 kobiet i 1910 mężczyzn).